# Camissonia pubens
Camissonia pubens är en dunörtsväxtart som först beskrevs av S. Wats., och fick sitt nu gällande namn av Peter Hamilton Raven. Camissonia pubens ingår i släktet Camissonia och familjen dunörtsväxter. Inga underarter finns listade i Catalogue of Life.